# Loxotephria elaiodes
Loxotephria elaiodes là một loài bướm đêm trong họ Geometridae.